# Emerado
Emerado é uma cidade localizada no estado norte-americano de Dacota do Norte, no Condado de Grand Forks.

## Demografia
Segundo o censo norte-americano de 2000, a sua população era de 510 habitantes.
Em 2006, foi estimada uma população de 470, um decréscimo de 40 (-7.8%).

## Geografia
De acordo com o United States Census Bureau tem uma área de
0,8 km², dos quais 0,8 km² cobertos por terra e 0,0 km² cobertos por água. Emerado localiza-se a aproximadamente 273 m acima do nível do mar.

## Localidades na vizinhança
O diagrama seguinte representa as localidades num raio de 24 km ao redor de Emerado.